# Харинова
Харинова — деревня в Кудымкарском районе Пермского края. Входила в состав Верх-Иньвенского сельского поселения. Располагается на левом берегу реки Вежайки западнее от города Кудымкара. Расстояние до районного центра составляет 33 км. По данным Всероссийской переписи населения 2010 года, в деревне проживало 24 человека (13 мужчин и 11 женщин).

## История
По данным на 1 июля 1963 года, в деревне проживало 87 человек. Населённый пункт входил в состав Вежайского сельсовета.